# 引江济太工程
引江济太工程是引长江水进入太湖的调水工程。工程主要从长江上的苏州常熟枢纽引长江水通过望虞河由苏州望亭水利枢纽进入太湖，再由太湖的太浦闸向上海、浙江等下游地区增加供水。
工程目的是缓解太湖流域的水体恶化，改善流域水环境，加快水体流动速度，提高水体自净能力，缩短太湖换水周期。其十六字方针为“静态河网、动态水体、科学调度、合理配置”。